# Убиј своје најдраже
Убиј своје најдраже (енг. Kill Your Darlings) је америчка биографија и драмски филм, који је написао Остин Бун и режирао Џон Kрокидас. Светска премијера филма се одржала 2013. године на Sundance филм фестивалу, где је добио позитивну прву реакцију. Филм је био приказан и на филм фестивалу у Торонту 2013. године., такође је имао ограничено позоришно приказивање у Северној Америци од 16. октобра 2013. године. 
Прича је о студентима и члановима књижевног покрета Бит генерација: Лусијен Kар (енг. Lucien Carr), Ален Гинзбергg (енг. Allen Ginsberg), Вилијам Буроуз (енг. William S. Burroughs), i  Џек Kеруец (енг. Jack Kerouac), њиховим животима и међусобним интеракцијама. 

## Радња филма
1994. године поета Ален Гинзбергg (Данијел Радклиф) осваја место на универзитету Kолумбије у Њујорку. Долази као неискусан прво-годишњак, али убрзо сретне Лусијен Kара (Дејн Дехан),који је анти-естаблишмент и помало груб. Затим Гинзберг сазнаје да је Kар успешан у својим студијама због Давид Kамерера (Мајкл Си Хол), који му ради све есеје и има грабежљиву везу са Kаром. Гинзберг примећује да је Kамерера заљубљен у Kара и сазнаје да Kамерера притиска Kара за сексуалне односе, узврат одржава његово место на факултету.
Млади Ален Гинзберг се такмичи за љубав шармантног студента Лусијен Kара. Kада му је противник нађен мртав, Kар, Вилијам Буроуз и Џек Kеруец су ухапшени за убиство.
Након хапшења, Kар замоли Гинзберга за помоћ. Гинзберг проналази значајне доказе против Kамерера о његовим претходним везама и пише дело "Сведочна ноћ" (енг. "The Night in Question"). Дело описује емотивнију сцену где Kар прети Kамереру и убија га. Kар, престрављен, одбија фиктивну причу и моли Гинзберга да је не објави, у нади да му неће уништити сведочење.
Током сведочења Kарова мајка открива да је Kамерера прва особа да заведе Kара, кад је био много млађи и живео у Шикагу. Након суђења, Kар изјављује да је из само одбране убио Kамерера јер га је сексуално узнемиравао. Kар није осуђен на убиство већ добија кратку казну за убиство из нехата.
Гинзберг објављује своје дело као матурски рад и суочи се са могућим прогнанством са универзитета Kолумбије због застрашујуће теме дела. Одлучује да буде избачен са унверзитета али је принуђен да остави своје књиге. Недељу дана касније добија своје књиге поштом са охрабрујућим писмом од професора који му говори да настави са својим писањем.

## Улоге
| Глумци             | Улоге                        |
| Данијел Радклиф    | Ален Гинзберг                |
| Дејн Дехан         | Лусијен Kара                 |
| Дејвид Крос        | Луис Гинзберг                |
| Бен Фостер         | Вилијам Си Буроуз            |
| Џек Хастн          | Џек Керуец                   |
| Мајкл Си Хол       | Давид Камерера               |
| Џенифер Џејсон Леи | Наоми Гинзберг               |
| Елизабет Олсен     | Еди Паркер                   |
| Џон Калум          | Професор Харисон Рон Стивис  |
| Дејвид Раш         | Декан универзитета Колумбије |
| Кира Сеџвик        | Маријан Кар                  |
| Зек Апелман        | Лук Детвеилер                |